# ジム・リーランド
ジェームズ・リチャード・リーランド（英語: James Richard "Jim" Leyland, 1944年12月15日 - ）は、アメリカ合衆国オハイオ州ウッド郡出身の元プロ野球選手、プロ野球監督。

## 経歴
現役時代は捕手として、1964年から1970年までの6年間タイガース傘下マイナーでプレー。AA級が最高でメジャー経験はなかったが、26歳でマイナーの監督になったのを手始めにコーチ、監督を歴任。
1982年から1985年までシカゴ・ホワイトソックスのコーチ、1986年から1996年までピッツバーグ・パイレーツの監督を歴任。バリー・ボンズとボビー・ボニーヤの「B-Bキャノン」で1990年から3年連続地区優勝を果たすも、ワールドシリーズには出場出来ず。
1996年オフ、同郷のデーブ・ドンブロウスキーGMに誘われフロリダ・マーリンズの監督に就任。同GMの積極的な補強もあり、就任1年目でワイルドカードから世界一に輝く（球団創設5年目での世界一は当時史上最速）。しかしチームは財政難のためオフに主力を大量放出し、1998年は54勝108敗で地区最下位に終わる。
1999年にマーリンズと同じく1993年創設のコロラド・ロッキーズに招かれ、3年契約で監督就任。しかし、1年目を終えた時点でモチベーションの低下を理由に『余生を家族と過ごしたい』と突然辞任。その後はセントルイス・カージナルスの非常任スカウトを務めてこそいたものの、実質的には球界からほぼ引退していた。

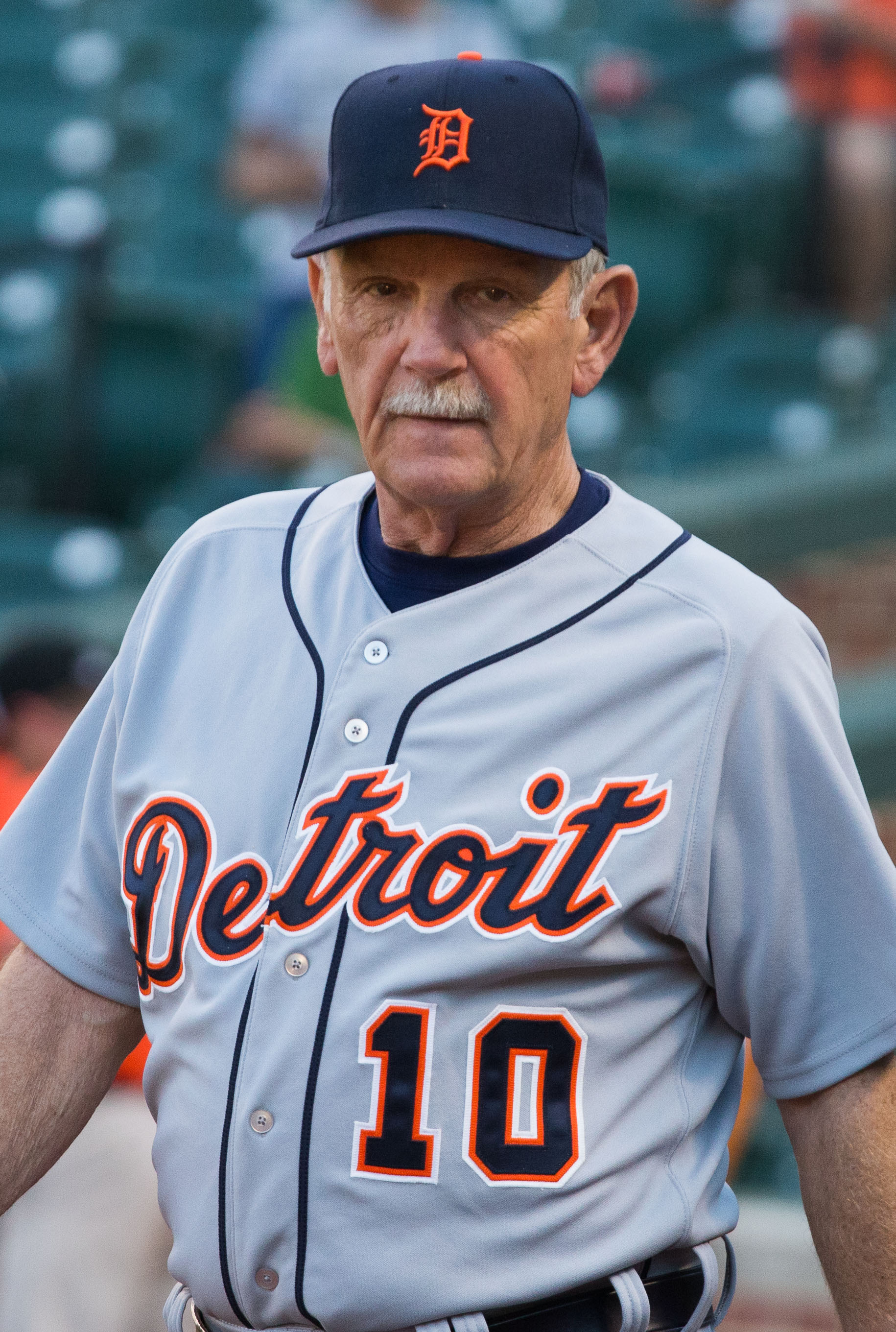
デトロイト・タイガースでの監督時代
(2013年5月31日)

ところが2006年、再びドンブロウスキーGMの要請でデトロイト・タイガースの監督に就任。6年間の充電期間で取り戻したかつての情熱をタイガースに注入し、チームの意識改革に成功。チームをまとめ挙げ、開幕から驚異の快進撃を続ける。そして、タイガースはリーランドの元、2006年10月14日にオークランド・アスレチックスを下し、アメリカン・リーグ優勝を果たした。カージナルスとのワールドシリーズでは惜しくも敗れた（勝っていれば、両リーグ世界一監督となっていた）。
2011年から2013年まで3年連続で地区優勝し、2012年にはアメリカン・リーグ優勝を果たしワールドシリーズに出場するもサンフランシスコ・ジャイアンツの前に4連敗を喫し世界一を逃した。
選手掌握術に長けており、バリー・ボンズやゲーリー・シェフィールドといった名うてのトラブルメーカーもリーランドのもとでは大人しかった。ホワイトソックスのコーチ時代に当時のトニー・ラルーサ監督から薫陶を受け、選手掌握の何たるかを学んだという。
2010年のドラフトで、捕手である息子パトリックがタイガースから8巡目（全体253番目）で指名された。

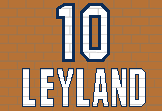
リーランドのタイガース在籍時の背番号「10」。デトロイト・タイガースの永久欠番に2024年指定。

2013年10月23日監督業を勇退した。何らかの形で球団に関わるだろうと語っている。
2016年4月15日に第4回WBCのアメリカ合衆国代表監督を務めることが発表された。2017年3月の本大会では、アメリカ代表をWBC初優勝に導いた。
2023年12月4日、ベテランズ委員会の選出により、アメリカ野球殿堂入りを果たした。また、殿堂入りを記念し現役・監督としてゆかり深かった古巣・タイガースは在籍時の背番号『10』を永久欠番に指定することを発表。同年8月3日に欠番表彰式が行われた。

## 詳細情報

### 年度別監督成績
| 年度       | 球団       | 地区       | 年齢       | 試合 | 勝利 | 敗戦 | 勝率 | 順位/ チーム数 | 備考     | ポストシーズン 勝敗 |
| ---------- | ---------- | ---------- | ---------- | ---- | ---- | ---- | ---- | -------------- | -------- | ------------------- |
| 1986       | PIT        | NL 東      | 41歳       | 162  | 68   | 94   | .420 | 6 / 6          |          |                     |
| 1987       | PIT        | NL 東      | 42歳       | 162  | 80   | 82   | .494 | 4 / 6          |          |                     |
| 1988       | PIT        | NL 東      | 43歳       | 160  | 85   | 75   | .531 | 2 / 6          |          |                     |
| 1989       | PIT        | NL 東      | 44歳       | 162  | 74   | 88   | .457 | 5 / 6          |          |                     |
| 1990       | PIT        | NL 東      | 45歳       | 162  | 95   | 67   | .586 | 1 / 6          | NLCS敗退 | 2勝4敗              |
| 1991       | PIT        | NL 東      | 46歳       | 162  | 98   | 64   | .603 | 1 / 6          | NLDS敗退 | 3勝4敗              |
| 1992       | PIT        | NL 東      | 47歳       | 162  | 96   | 66   | .593 | 1 / 6          | NLDS敗退 | 3勝4敗              |
| 1993       | PIT        | NL 東      | 48歳       | 162  | 75   | 87   | .463 | 5 / 7          |          |                     |
| 1994       | PIT        | NL 中      | 49歳       | 114  | 53   | 61   | .580 | 3 / 5          |          |                     |
| 1995       | PIT        | NL 中      | 50歳       | 144  | 58   | 86   | .403 | 5 / 5          |          |                     |
| 1996       | PIT        | NL 中      | 51歳       | 162  | 73   | 89   | .451 | 5 / 5          |          |                     |
| 1997       | FLA        | NL 東      | 52歳       | 162  | 92   | 70   | .568 | 2 / 5          | WS優勝   | 11勝5敗             |
| 1998       | FLA        | NL 東      | 53歳       | 162  | 54   | 108  | .333 | 5 / 5          |          |                     |
| 1999       | COL        | NL 西      | 54歳       | 162  | 72   | 90   | .444 | 5 / 5          |          |                     |
| 2006       | DET        | AL 中      | 61歳       | 162  | 95   | 67   | .586 | 2 / 5          | WS敗退   | 8勝5敗              |
| 2007       | DET        | AL 中      | 62歳       | 162  | 88   | 74   | .543 | 2 / 5          |          |                     |
| 2008       | DET        | AL 中      | 63歳       | 162  | 74   | 88   | .457 | 5 / 5          |          |                     |
| 2009       | DET        | AL 中      | 64歳       | 163  | 86   | 77   | .528 | 2 / 5          |          |                     |
| 2010       | DET        | AL 中      | 65歳       | 162  | 81   | 81   | .500 | 3 / 5          |          |                     |
| 2011       | DET        | AL 中      | 66歳       | 162  | 95   | 67   | .603 | 1 / 5          | ALCS敗退 | 5勝6敗              |
| 2012       | DET        | AL 中      | 67歳       | 162  | 88   | 74   | .543 | 1 / 5          | WS敗退   | 7勝6敗              |
| 2013       | DET        | AL 中      | 68歳       | 162  | 93   | 69   | .574 | 1 / 5          | ALCS敗退 | 5勝6敗              |
| 通算：22年 | 通算：22年 | 通算：22年 | 通算：22年 | 3497 | 1769 | 1728 | .506 |                |          | 44勝40敗            |

- 太字はプレーオフ進出（ワイルドカードを含む）

### 表彰
- NL最優秀監督賞：2回（1990年、1992年）
- AL最優秀監督賞：1回（2006年）